# جزر العذراء الهولندية

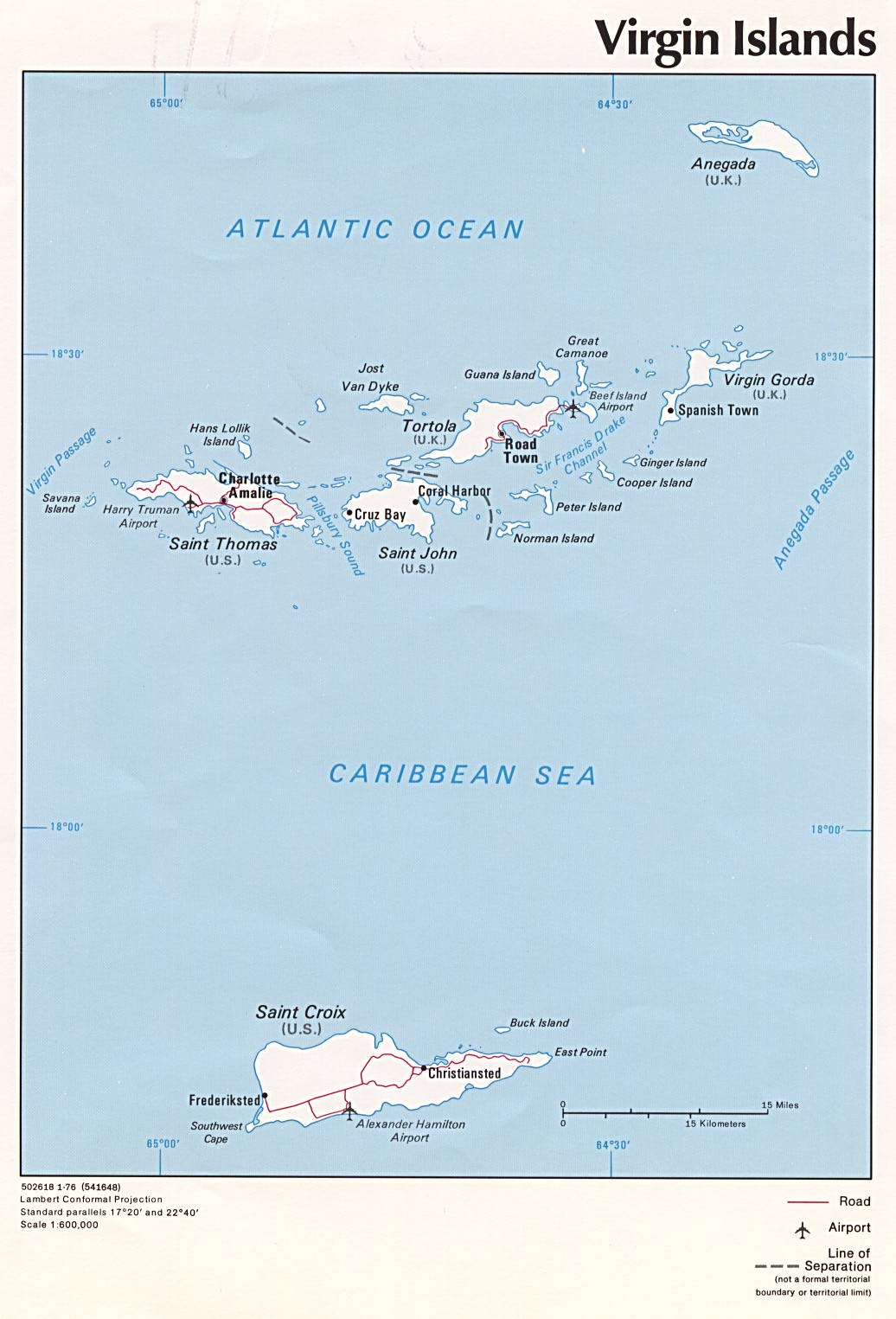
خريطة الجزر العذراء

جزر هولندا العذراء هو الاسم الجمعي للمنطقة التي كانت تمتلكها شركة الهند الغربية الهولندية في الجزر العذراء. حكمت المنطقة من قبل المدير، الذي لم يكن دائم المقعد. وكان السبب الرئيسي لبدء المستعمرة هنا أنها تقع استراتيجيا بين المستعمرات الهولندية في الجنوب (الأنتيل الهولندية، سورينام ونيو نذرلاند. في شركة الهند الغربية الهولندية تأثرت أساساً من المنافسة من الدنمارك وإنجلترا وإسبانيا. في 1680 أصبحت الجزيرة جزءاً من المملكة المتحدة.